# Polyspatha oligospatha
Polyspatha oligospatha ist eine Pflanzenart aus der Gattung Polyspatha innerhalb der Familie der Commelinagewächse (Commelinaceae). Sie ist im tropischen Afrika verbreitet.

## Beschreibung

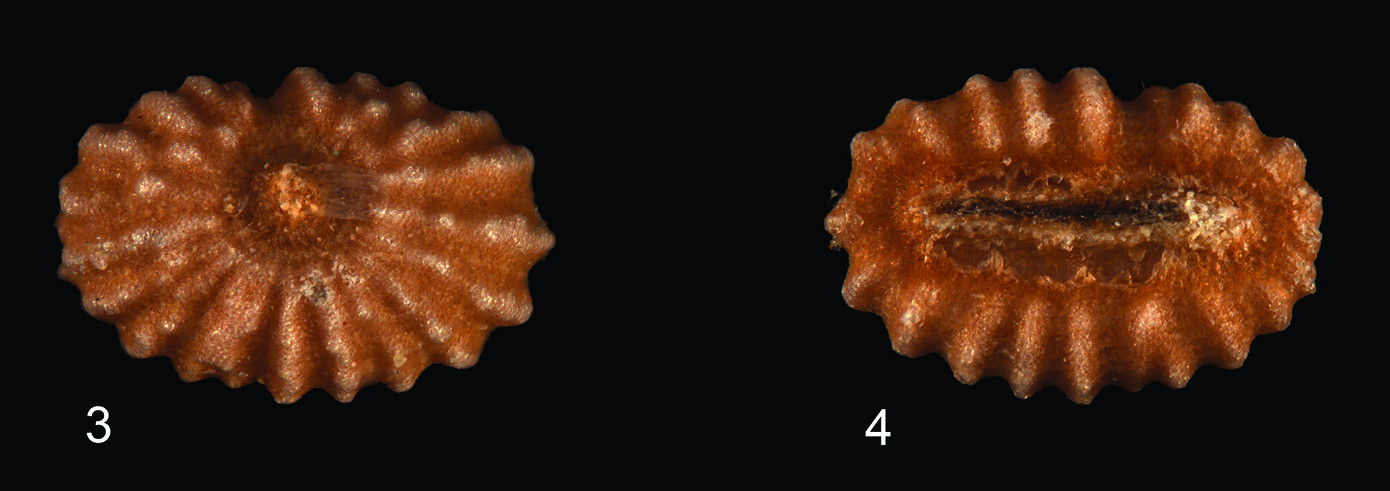
Samen

### Vegetative Merkmale
Polyspatha oligospatha wächst als ausläuferbildende, ausdauernde krautige Pflanze, deren aufrechte Stängel Wuchshöhen von 5 bis 30 Zentimetern erreichen. Die Internodien sind fein mit hakenartigen, selten auch mit kurzen, einreihigen Haaren besetzt.
Die büschelig angeordneten Laubblätter stehen endständig an den blütentragenden Stängeln. Die Blattscheide wird 0,8 bis 1,5 Zentimeter lang und ist fein mit hakenartigen Haaren, selten auch mit kurzen, einreihigen Haaren besetzt. Die Spitze der Blattscheide ist mit bis zu 3 Millimeter langen Haaren bewimpert. Die gestielte Blattspreite ist bei einer Länge von 3 bis 11 Zentimetern und einer Breite von 2 bis 4,5 Zentimetern elliptisch über breit-elliptisch und eiförmig bis rundlich-eiförmig, selten auch länglich eiförmig geformt. Die Blattspitze ist spitz zulaufend oder stachelspitzig während die Blattbasis keilförmig bis breit-keilförmig ist. Die rauen Ränder der Blattspreite sind flach bis leicht gewellt. Die Oberseite der Blätter ist mit langen, zerstreut stehenden, aufrechten und einreihigen Haaren und die Blattunterseite flaumig mit hakenartigen Haaren besetzt.

### Blütenstände und Blüten
Bisher wurden 24 blühende Pflanzen über das gesamte Jahr, mit Ausnahme der Monate April und Mai, gesammelt. Die Blüten öffnen sich am Morgen und verwelken bis zum Nachmittag.
Der endständige Blütenstände ist ein einfacher oder zusammengesetzter Thyrsus, welcher zwischen 2 und 7 Zentimeter lang sowie bis zu 7,5 Zentimeter breit wird. Der zusammengesetzte Thyrsus besteht aus bis zu vier kleinen, aufrechten oder abstehenden, einfachen Thyrsen. Diese kleineren Thyrsen sind entweder achselständig oder endständig, wobei die achselständigen keine der Blattscheiden durchstoßen. Jede dieser einfachen Thyrsen besteht aus einem kurzen Stiel und einer verlängerten, zickzackförmigen Achse, die mit flaumigen, hakenförmigen Haaren besetzt ist und vier bis acht zweizeilige Spatha aufweist. Die Spatha werden 6,5 bis 12 Millimeter lang und 3 bis 9 Millimeter breit und sind anfangs aufrecht, werden mit der Zeit aber abstehend und biegen sich seltener auch zur Achse des Thyrsus zurück. Die einzelnen Spatha stehen in einem Abstand von 0,3 bis 1,1 Zentimeter voneinander entfernt und überlappen sich meist auch nicht gegenseitig. Ihre Spitze ist zugespitzt oder abgerundet, manchmal auch stachelspitzig während die Blattränder fein mit bis zu 1,5 Millimeter langen Haaren besetzt sind. Die Oberfläche der Spatha weist eine flaumige Behaarung mit hakenartigen Haaren auf und ist zur Blütezeit glänzend braun oder bräunlich gefärbt, zumindest die Mittelrippe des Blattes weist dann eine braune Färbung auf. Eine auffällige Blattnervatur wird normalerweise nicht gebildet. Die Wickel weist zwei bis drei Blüten auf und die eiförmigen Vorblätter sind an den Blatträndern mit einigen kurzen Haaren besetzt. Der 1 bis 2,5 Millimeter lange Blütenstiel ist glatt oder spärlich behaart.
Die zwittrigen Blüten sind 3,5 bis 8 Millimeter groß. Die freien Kelchblätter sind bei einer Länge von 3 bis 4,5 Millimetern und einer Breite von 1 bis 2,3 Millimeter lanzettlich-länglich bis eiförmig geformt. Sie sind flaumig mit kurzen, hakenartigen Haaren besetzt, welche weiß bis durchscheinend weiß sind. Die Kronblätter sind weiß gefärbt. Die oberen Kronblätter sind genagelt und werden 5 bis 7 Millimeter lang und 2,5 bis 3 Millimeter breit, wobei der Nagel 3,5 bis 5 Millimeter lang und die eiförmige Platte 2 bis 3 Millimeter lang und 2,5 bis 3 Millimeter breit sind. Die unteren Kronblätter sind bei einer Länge von 2 bis 4,7 Millimetern und einer Breite von 0,2 bis 1 Millimetern linealisch bis länglich geformt. Die glatten, weißen Staubfäden der Staubblätter und Staminodien sind an der Basis miteinander verwachsen. Jedes Staminodium weist drei gleiche, 3 bis 6 Millimeter lange Staubfäden auf. Die infertilen, gelben Staubblätter haben einen V-förmigen Querschnitt und sind bei einer Länge von 0,6 bis 0,8 Millimetern verkehrt-lanzettlich geformt. Die fertilen Staubblätter haben drei 4,5 bis 8,5 Millimeter lange Staubfäden, wobei der mittlere etwas kürzer ist als die äußeren. Die 1 bis 1,7 Millimeter langen Staubbeutel sind eiförmig-elliptisch bis elliptisch geformt und weisen eine gelbe Färbung auf. Sie sind nach dem Aufplatzen nach außen gebogen und entlassen den gelben Pollen. Der ungestielte, annähernd eiförmige Fruchtknoten ist dorsiventral abgeflacht und sind etwa 1 Millimeter lang und ebenso dick. Der weiße Griffel ist 5,5 bis 8,5 Millimeter lang und ragt über die Staubblätter hinaus. Die weiße Narbe ist gekeult.

### Früchte und Samen
Die zweikammerige Kapselfrüchte ist bei einer Länge und Breite von 2,5 und 3 Millimetern breit-elliptisch. Die Kapselfrüchte können zwischen den Samenkörnern verengt sein und färben sich zur Reife hellbraun. Jede Kapselfrucht enthält zwei Samen. Die Samen sind bei einer Länge von 1,6 bis 2,5 Millimetern und einer Dicke von 1,3 bis 1,6 Millimetern im Umriss elliptisch. Die hellbraune Samenschale ist mit 17 bis 23 auffälligen, mehr oder weniger knorrigen Rippen versehen. Die Samen haben ein gerades bis leicht gebogenes Hilum, welches etwa die halbe bis zweidrittelte Länge des Samens aufweist sowie ein semidorsales Embryotega.

### Chromosomenzahl
Die Chromosomenzahl beträgt 2n = 28.

## Vorkommen

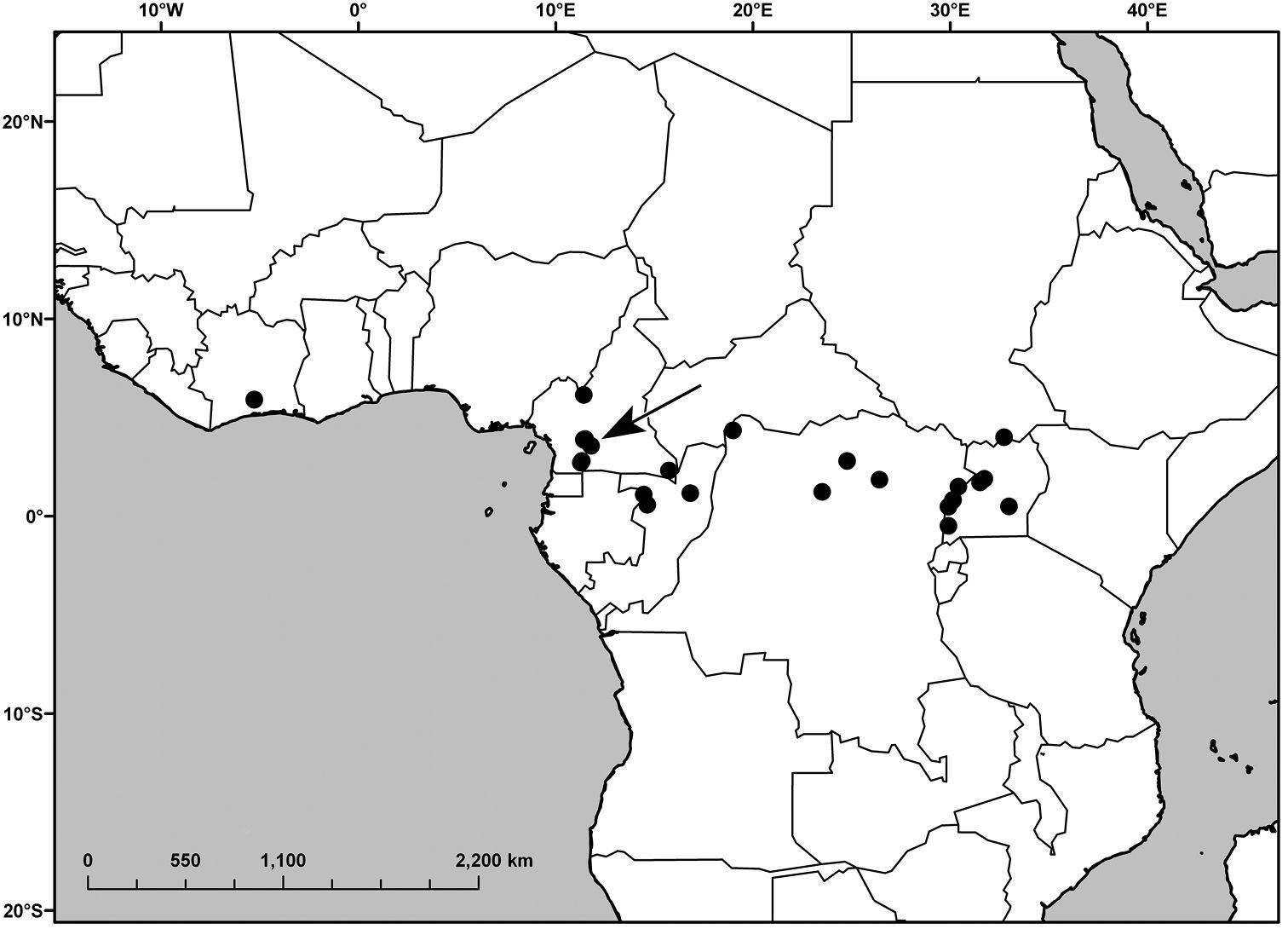
Karte mit Fundorten von Polyspatha oligospatha. Der Pfeil zeigt wo das Typusmaterial für die Erstbeschreibung gesammelt wurde.

Das natürliche Verbreitungsgebiet von Polyspatha oligospatha liegt im tropischen Afrika. Es erstreckt sich dort von der Elfenbeinküste im Westen über Kamerun, der Republik Kongo und der Demokratischen Republik Kongo bis nach Uganda und den Sudan im Osten.
Polyspatha oligospatha gedeiht in Höhenlagen von 15 bis 1220 Metern. Sie wächst vor allem in immergrünen und halbimmergrünen Wäldern, Waldrelikten sowie an anderen feuchten und schattigen Standorten in Savannen und Plantagen.

## Systematik
Die Erstbeschreibung als Polyspatha oligospatha erfolgte 2011 durch Robert Bruce Faden in PhytoKeys, Nummer 3, Seite 10. Der Gattungsname Polyspatha bedeutet "viele Spatha" und das Artepitheton oligospatha bedeutet "wenige Spatha".
Von den beiden anderen Arten der Gattung Polyspatha unterscheidet sie sich durch ihre Samenschale, die Behaarung der Blätter, das Aussehen der Spatha sowie durch ihr Blühverhalten.